# Bihari László
Bihari László, született Silbermann (Nagyvárad, 1887. augusztus 28. – Budapest, 1968. március 3.) magyar színész.

## Élete
Silbermann Ignác nagyváradi kereskedő és Blumenfeld Róza fia. Középiskolai tanulmányait a nagyváradi premontrei gimnáziumban folytatta, majd az Országos Színészegyesület színiiskolájában szerzett diplomát. Pályáját 1905-ben kezdte bátyjánál, Bihari Ákosnál Kecskeméten. 1945-ig vidéki színpadokon játszott és nagy jellemszerepeket alakított. Rendezőként is kipróbálta magát. A „felszabadulás” után a Magyar Színészek Szabad Szakszervezetében dolgozott. Élete utolsó éveiben a Fővárosi Operettszínházban játszott kisebb szerepeket.

### Magánélete
Második házastársa Kohout Mária Ilona volt, akit 1934. szeptember 27-én Budapesten, a Józsefvárosban vett nőül, ám egy évvel később elvált tőle. Harmadik felesége Tóth Mária (1900–1959) volt, akivel 1937-ben kötött házasságot.

## Főbb szerepei
- Mercutio (Shakespeare: Rómeó és Júlia)
- Jago (Shakespeare: Othello)
- Shylock (Shakespeare: A velencei kalmár)
- Bánk bán (Erkel Ferenc: Bánk bán)
- Petúr (Erkel Ferenc: Bánk bán)